# 조르당 피에르질
조르당 피에르질(프랑스어: Jordan Pierre-Gilles, 1998년 5월 24일~)은 캐나다의 쇼트트랙 선수이다. 2022년 동계 올림픽에서 남자 계주 종목 금메달을 획득했으며 세계 선수권 대회에서 금메달 1개, 동메달 2개를 획득했다.